# 13184 Augeias
13184 Augeias este o planetă minoră (asteroid), cu un diametru de 33,962 km, din Asteroid troian al lui Jupiter. A fost descoperită pe 4 octombrie 1996 la Observatorul European Austral de Eric Walter Elst și a fost numită după Augias⁠(d). 
Obiectul prezintă o orbită caracterizată de o semiaxă mare de 5,1678682 UAi, o excentricitate de 0,048, o înclinație de 4,5132 ° în raport cu ecliptica.